# چوکچاپینار (جیحان)
چوکچاپینار {{ترکی|Çokçapınar) (به کردی: Çoqçe) یک منطقهٔ مسکونی در ترکیه است که در جیحان واقع شده‌است.